# Termelési mód
A történelmi materializmus marxista elméletében a termelési mód (a német eredetiben: Produktionsweise, "a termelés módja") a következők sajátos kombinációja:
- Termelőerők: ide tartoznak az emberi munkaerő és a termelési eszközök (szerszámok, gépek, gyárépületek, infrastruktúra, műszaki ismeretek, nyersanyagok, növények, állatok, hasznosítható földterület).
- Társadalmi és technikai termelési viszonyok: idetartoznak a társadalom termelési eszközeit irányító tulajdoni, hatalmi és ellenőrzési viszonyok (jogszabályok), a szövetkezeti munkaszövetségek, az emberek és munkájuk tárgyai közötti kapcsolatok, valamint a kapcsolatok. a társadalmi osztályok között.

Más megfogalmazásban a termelési mód a termelés tárgyi és személyi tényezőinek egyesülési módja a termelési folyamatban, aminek anyagi-technikai tartalmát a termelőerők jellege, társadalmi-gazdasági formáját pedig az adott termelési viszonyok határozzák meg. A termelési mód az a társadalmi alap, ami a társadalmi felépítménnyel együtt határozza meg a társadalmi–gazdasági alakulatot (formációt).
Karl Marx szerint az emberek termelőképessége és részvétele a társadalmi kapcsolatokban a társadalmi újratermelés két alapvető jellemzője, és hogy e társadalmi viszonyok sajátos modalitása a tőkés termelési módban szükségszerűen akadályozza az emberek termelőképességeinek kibontakoztatását. A koncepció egyik forrása Adam Smith megélhetési módja volt, amely a társadalom típusainak előrehaladását annak alapján határozta meg, hogy egy társadalom polgárai hogyan gondoskodtak a saját életükről, anyagi szükségleteik kielégítéséről.

## A fogalom jelentősége
A skót felvilágosodás négy lépcsős emberi fejlődéselméletére (vadászat–pásztorkodás–mezőgazdaság–kereskedelem, mindegyik a maga társadalmi-kulturális jellemzőivel) építve fogalmazta meg Marx a termelési mód koncepcióját, miszerint az anyagi lét termelési módja határozza meg az élet társadalmi, politikai és szellemi folyamatainak általános jellegét.
Marx úgy vélte, hogy az, ahogyan az emberek viszonyulnak a fizikai világhoz illetve ahogyan az emberek egymáshoz viszonyulnak a társadalomban, sajátos módon összekapcsolódik: amikor az emberek például ruhát, ágyneműt, selymet termelnek, egyúttal társadalmi viszonyokat is létrehoznak egymással. Az embereknek fogyasztaniuk kell a túléléshez, de a fogyasztáshoz termelniük kell, és a termelés során szükségszerűen olyan kapcsolatokba lépnek, amelyek akaratuktól függetlenül léteznek.
Marx szerint a társadalmi rend létezésének, illetve változásainak okait a társadalom sajátos termelési módjában lehet felfedezni. A termelési mód határozza meg az anyagi javak elosztásának módját, az egész gazdasági szférát. Ahhoz, hogy megértsük a vagyon elosztásának és elfogyasztásának módját, meg kell érteni, milyen körülmények között termelték azt.
Egy termelési mód Marx számára történelmileg sajátos, mert része egy szerves totalitásnak, önreprodukáló egésznek, amely képes állandóan újrateremteni saját kezdeti feltételeit, és így évszázadokon vagy akár évezredeken át többé-kevésbé stabil módon újratermelni magát. 
A dolgozó osztályok a társadalmi többletmunkát a tulajdonviszonyok egy meghatározott rendszerében végezve folyamatosan újratermelik a társadalmi rend alapjait. Egy termelési mód kialakítja az elosztás, a forgalom és a fogyasztás módozatait, és ezt az állam szabályozza. Az emberek nem választhatják meg annak a társadalomnak a formáját, szabályait, amelyben élnek. A termelési képességek fejlettsége meghatározza a termelés során létrejövő társadalmi kapcsolatokat, ezek együttesen meghatározzák a társadalmi szerkezetet, mindezek együttesen pedig meghatározzák a politikai rendszert is.
Bármely adott termelési mód azonban (kisebb-nagyobb mértékben) tartalmazni fogja a korábbi módok emlékeit, valamint az újak magvait is. Az új termelőerők megjelenése konfliktusokat okoz a létező termelési módban. Ezek következtében a termelési módok vagy az adott struktúrán belül fejlődhetnek tovább, vagy teljes összeomlást szenvedhetnek el.

### A társadalmi–gazdasági változás folyamata
A társadalmi és gazdasági rendszerek fejlődésének folyamata a technológia fejlődésén alapul. Ahogy a technológiai szint javul, a társadalmi kapcsolatok meglévő formái egyre elégtelenebbek a technológia teljes körű kiaknázásához. Ez belső elégtelenségeket generál a tágabb társadalmi–gazdasági rendszeren belül, leginkább osztálykonfliktus formájában. Az elavult társadalmi berendezkedések megakadályozzák a további társadalmi fejlődést, miközben egyre súlyosabb ellentmondásokat generálnak a technológia szintje (termelőerők) és a társadalmi struktúra (termelési viszonyok, konvenciók és termelésszervezés) között, amelyek addig a pontig terjednek, amikor a rendszer már nem tudja fenntartani önmagát, belső társadalmi forradalom megdönti, amely lehetővé teszi a társadalmi kapcsolatok új formáinak megjelenését, amelyek kompatibilisek a termelőerők akkori szintjével.
A civilizáció társadalmi–gazdasági szervezetének szerkezeti változásai mögött meghúzódó alapvető hajtóerő anyagi jellegű – különösen a technológiai szint és az emberi tudás mértéke, valamint az általuk lehetővé tett társadalmi szerveződési formák. Ez a marxi  materialista történelemfelfogás lényege (lásd még materializmus), és ellentétben áll az idealista történelemszemlélettel,  amely szerint a társadalmi–gazdasági változások alapvető mozgatórugóját a felvilágosult egyének elképzelései jelentik.

## A főbb termelési módok
A Marx által azonosított főbb termelési módok a következők:
- ősközösségi termelési mód
- ázsiai termelési mód (az ázsiai termelési mód fogalma vitatott a marxizmuson belül)
- rabszolgatartó társadalom (a klasszikusok által használt rabszolgatartó társadalom kifejezést később a megfelelőbbnek tartott antikvitás fogalma váltotta fel)
- feudális termelési mód
- tőkés termelési mód
- kommunizmus

Ezek a termelési módok adják a megfelelő társadalmi–gazdasági alakulatok (formációk) alapját, amikre a felépítmény (politikai, kulturális, szellemi és egyéb viszonyok) épül.  
A társadalmi termelés ezen különböző szakaszaiban az emberek különböző módon léptek kapcsolatba a természettel és egymással a termelés folyamatában. A termelésből származó felesleget másként osztották el. 
Marx azt állította, hogy az emberiség eleinte ősközösségi társadalmakban élt, majd következtek az olyan ókori társadalmak, mint az Róma és Görögország, amelyekben a rabszolgatartó polgárok és a rabszolgák osztálya állt szemben egymással, majd a földbirtokos nemességre és a jobbágyságra alapuló feudalizmus, majd a burzsoáziára és a proletariátusra épülő tőkés termelési mód, a kapitalizmus. A jövő kommunista társadalmáról alkotott elképzelésében Marx kifejti, hogy többé nem léteznének osztályok, ezért megszűnik az egyik osztály kizsákmányolása a másikban.

## Fordítás
- Ez a szócikk részben vagy egészben  a   Mode of production című angol Wikipédia-szócikk ezen változatának fordításán alapul.  Az eredeti cikk szerkesztőit annak laptörténete sorolja fel. Ez a jelzés csupán a megfogalmazás eredetét és a szerzői jogokat jelzi, nem szolgál a cikkben szereplő információk forrásmegjelöléseként.